# Karel Glastra van Loon
Karel Glastra van Loon (ur. 24 grudnia 1962 w Amsterdamie, zm. 1 lipca 2005 w Hilversum) – holenderski pisarz i dziennikarz.
Zadebiutował w 1995 roku powieścią Ojciec i ojciec, która okazała się bestselerem zarówno w Holandii, jak i w całej Europie. W 1999 roku powieść ta została uhonorowana prestiżową nagrodą Generale Bank Literatuur Prijs. Ojciec i ojciec to najczęściej tłumaczona współczesna powieść holenderska. Przetłumaczona została na trzydzieści trzy języki. W Polsce została wydana w 2005 roku, już po śmierci autora.
Karel Glastra van Loon zmarł 1 lipca 2005 roku po długotrwałej chorobie (guz mózgu).

## Utwory
- 1995 - De passievrucht (Ojciec i ojciec)
- 1997 - Vannacht is de wereld gek geworden (Wczoraj w nocy oszalał świat)
- 2001 - Lisa's adem (w 2003 wydane jako De onzichtbaren)

## Adaptacje filmowe
- 2003 - De Passievrucht (reż. Maarten Treurniet, scen. Kees van Beijnum)